# Paraleuctra orientalis
Paraleuctra orientalis är en bäcksländeart som först beskrevs av Chu 1928.  Paraleuctra orientalis ingår i släktet Paraleuctra och familjen smalbäcksländor. Inga underarter finns listade i Catalogue of Life.